# Требуется няня (фильм, 2008)
«Требуется няня» (англ. Babysitter Wanted, 2008) — американский фильм ужасов режиссёра Джонаса Барнса 2008 года выпуска с Сарой Томпсон в роли девушки, которая устраивается работать няней в странную семью на отдалённой ферме в Северной Калифорнии. 

## Сюжет
Энджи Олбрайт, молодая девушка, уезжает учиться в колледж, впервые оставляя свой родной городок и очень религиозную мать. Соседка по комнате оказывается любительницей наркоты и травки, и чтобы проводить с ней поменьше времени, Энджи устраивается работать няней. Её работодатели – мистер и миссис Стэнтон - супружеская пара фермеров, живущая в отдалённом районе. У них есть маленький сын по имени Сэм, молчаливый и спокойный мальчик, который никогда, даже во время сна, не снимает своей ковбойской шляпы. Муж и жена кажутся Энджи очень приятными людьми, они просят её посидеть с их сыном в субботу вечером. Энджи соглашается.
В кампусе колледжа Энджи несколько раз сталкивается с парнем по имени Рик, с которым в итоге знакомится и начинает общение. В тот вечер, когда Энджи нужно ехать на работу, у неё ломается машина. Рик предлагает починить её и подвозит девушку к дому Стэнтонов. Как только пара уезжает из дома, Энджи начинают беспокоить странные телефонные звонки. Звонивший оказывается священником, который намеревается убить Сэма – на самом деле маленький мальчик – сын самого Сатаны, который прячет дьявольские рога за детской ковбойской шляпой. Прибывшие Стэнтоны убивают священника и говорят Энджи, что всё это время заманивают к себе и убивают молодых девушек, так как Сэм питается только плотью юных женщин. Муж, Джим Стэнтон, связывает Энджи и прячет её в подвал с разделочным столом и инструментами, где уже находится другая молодая девушка, которую он усыпил. 
В ужасе, Энджи наблюдает как Джим размечает и готовится разделывать тело другой девушки. В итоге, ей удаётся сбежать, попутно убив пару садистов и нанеся серьёзное ранение Сэму. Она приходит в себя в больнице, мама и Рик поддерживают её, все трое читают молитву. Полицейские, осмотревшие весь дом после произошедшего, говорят Энджи, что не нашли там труп ребёнка, и зритель понимает, что Сэм остался жив. 

## В ролях
- Сара Томпсон — Энжи Олбрайт
- Брюс Томас — Джим Стэнтон
- Кай Кастер — Сэм Стэнтон
- Кристен Далтон — Виолет Стэнтон
- Мэтт Даллас — Рик
- Билл Моузли — шеф Диннели
- Скотт Шпигель — доктор Спигел

## Съёмочная группа
- Режиссёр: Джонас Барнс (Jonas Barnes), Майкл Манассери (Michael Manasseri)
- Сценарий: Джонас Барнс (Jonas Barnes)
- Продюсеры: Дэвид Заппоне (David Zappone), Кимберли Кэйтс (Kimberley Kates), Майкл Манассери (Michael Manasseri)
- Исполнительные продюсеры: Ричард Эй. Селесте (Richard A. Celeste), Антонио Чакон (Antonio Chacon), Антонио Чакон (Antonio Chacon), Роберт Фрэнсис Рейес (Robert Francis Reyes)
- Оператор: Алекс Вендлер (Alex Vendler)
- Композитор: Курт Олдмен (Kurt Oldman)
- Монтаж: Стефен Экелберри (Stephen Eckelberry)
- Подбор актёров: Иви Айсенберг (Ivy Isenberg)
- Художник по костюмам: Карен Петерсон (Karen Peterson)

## Производство
«Big Screen Entertainment Group»

## Прокат
Big Screen Entertainment Group (США), Lionsgate Home Entertainment (Великобритания), NSM-Records (Германия), New KSM (Германия)